# Eustroma elista
Eustroma elista är en fjärilsart som beskrevs av Louis Beethoven Prout 1940. Eustroma elista ingår i släktet Eustroma och familjen mätare. Inga underarter finns listade i Catalogue of Life.